# 阿部俊子 (国文学者)
阿部 俊子（あべ としこ、1912年9月2日 - 1993年）は日本の国文学者。元大正大学教授。『伊勢物語』の研究で著名。

## 人物
岡山県出身。1934年（昭和9年）、東京女子高等師範学校卒業。1937年（昭和12年）、東京文理科大学国語学国文学科卒業。国文学（古代）専攻。1964年（昭和39年）、「大和物語を中心とした歌物語の研究」で文学博士（東京教育大学）。のちに学習院名誉教授、大正大学教授等を歴任。夫は文学者の阿部秋生。

## 著書
- 『校本 大和物語とその研究』三省堂出版、1954年。
- 『校本 大和物語とその研究　増補版』三省堂出版、1974年。
- 『歌物語とその周辺』風間書房、1949年。
- 『伊勢物語』（上巻・下巻）講談社学術文庫、1979年9月10日。
- 『大和物語』『日本古典文学大系9；竹取物語・伊勢物語・大和物語』岩波書店、1957年。（今井源衛と共著）
- 『大和物語の伝本に就いて』東京教育大学『国語』第三巻第一号、1938年。